# 金知雲
金知雲（韓語：김지운，1964年7月6日—），韓國男導演和編劇。較知名的作品如電影《鬼魅》（2003年）、《看見惡魔》（2010年）、《重擊防線》（2013年）及《密探》（2016年）。其中，《重擊防線》是他執導的首部英語電影。
較常合作的演員包括宋康昊、崔岷植、李炳憲和高浩晶（고호경）。
金知雲的電影在韓國和國際上皆有著廣大的知名度，且在亞洲電影圈有著許多狂熱粉絲的推崇。

## 作品列表

### 電影
| 年份   | 標題                 | 職位 | 職位 | 附註  |
| 年份   | 標題                 | 導演 | 編劇 | 附註  |
| ------ | -------------------- | ---- | ---- | ----- |
| 1998   | 《瘋狂飯店殺人夜》   | 是   | 是   |       |
| 2000   | 《犯規王》           | 是   | 是   |       |
| 2003   | 《鬼魅》             | 是   | 是   |       |
| 2005   | 《不悔》             | 是   | 是   |       |
| 2008   | 《神偷·獵人·斷指客》 | 是   | 是   |       |
| 2010   | 《看見惡魔》         | 是   | 否   |       |
| 2013   | 《重擊防線》         | 是   | 否   |       |
| 2016   | 《密探》             | 是   | 是   | [ 3 ] |
| 2018   | 《人狼》             | 是   | 否   | [ 4 ] |
| 2023   | 《蜘蛛網》           | 是   | 否   |       |
| 待公布 | 《The Hall》（더홀）     | 是   |      | [ 5 ] |

### 短片
| 年份 | 標題                   | 職位 | 職位 | 附註                 |
| 年份 | 標題                   | 導演 | 編劇 | 附註                 |
| ---- | ---------------------- | ---- | ---- | -------------------- |
| 2002 | 《真相大白》           | 是   | 是   |                      |
| 2002 | 《三更》               | 是   | 是   | 片段：「回憶」       |
| 2011 | 《零年中的孤單六十秒》 | 是   | 是   |                      |
| 2012 | 《人類滅亡報告書》     | 是   | 是   | 片段：「美麗新世界」 |
| 2013 | 《愛情的剪刀石頭布》   | 是   | 是   |                      |
| 2013 | 《The X》              | 是   | 是   |                      |

## 外部連結
- 金知雲在互联网电影资料库（IMDb）上的資料（英文）
- Kim Jee-woon Biography – Film – Time Out London
- Kim Jee-woon interview – Future Movies （页面存档备份，存于）